# Asclepias gordon-grayae
Asclepias gordon-grayae är en oleanderväxtart som beskrevs av A. Nicholas. Asclepias gordon-grayae ingår i släktet sidenörter, och familjen oleanderväxter. Inga underarter finns listade i Catalogue of Life.